# Guido Beck (Physiker)

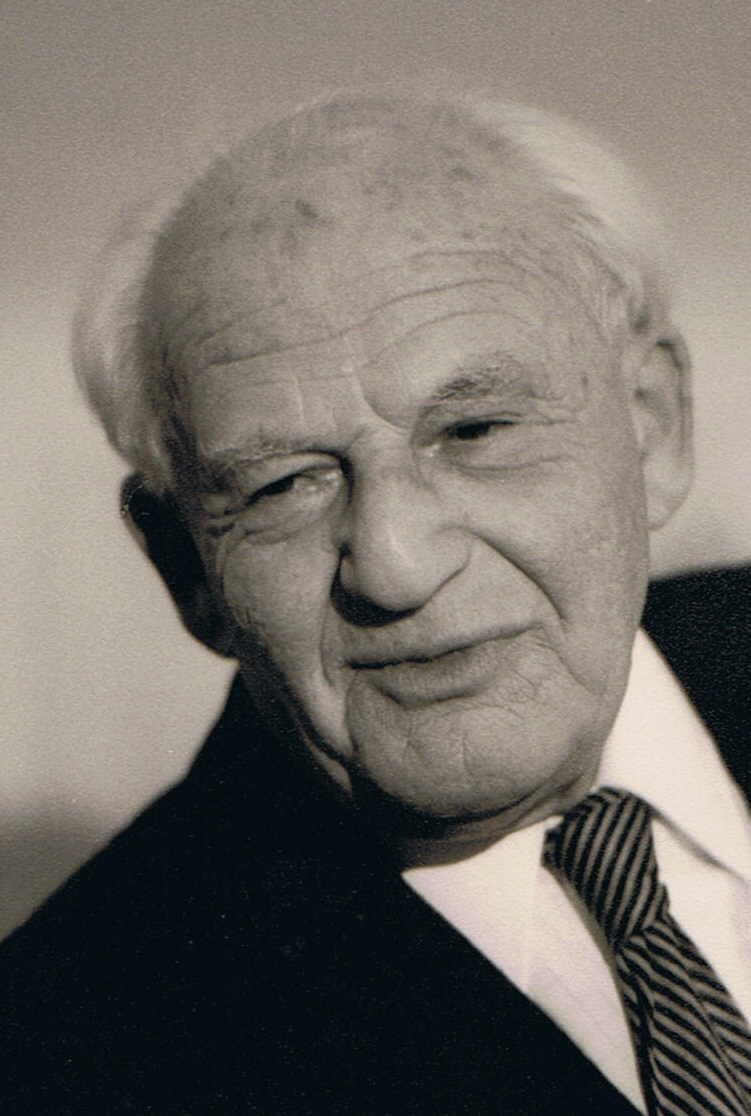
Guido Beck 1971/1972

Guido Beck (* 29. August 1903 in Reichenberg, Österreich-Ungarn; † 21. Oktober 1988 in Rio de Janeiro) war ein argentinischer theoretischer Physiker.

## Leben und Werk
Guido Beck wuchs in der Schweiz, wohin die Familie 1907 gezogen war, und ab 1920 in Wien auf. Nach seinem Schulabschluss studierte er Physik an der Universität Wien und promovierte 1925 bei Hans Thirring über Relativitätstheorie. Kurz darauf schrieb er eine Arbeit über den Compton-Effekt. Danach arbeitete er zunächst an der Universität Bern, wieder in Wien bei Ehrenhaft und ab Februar 1928 für vier Jahre als erster Assistent von Werner Heisenberg in Leipzig
1930/31 war er in Cambridge bei Ernest Rutherford, danach kurz in Kopenhagen und anschließend in Prag. Es folgten Stationen in Kansas und Japan, wo er Vorlesungen hielt, bevor er auf Einladung von Jakow Iljitsch Frenkel von 1935 bis 1937 an der Universität Odessa arbeitete, wo er den Lehrstuhl für Theoretische Physik gründete.
Beck ging, als sich die politische Situation in der Sowjetunion zu sehr zuspitzte, über Kopenhagen, wo ihm Niels Bohr bei der Ausreise behilflich war, nach Lyon, wo er am Atominstitut für das CNRS forschte. Bei Ausbruch des Zweiten Weltkriegs 1939 wurde er in Frankreich als Deutscher interniert, es gelang ihm aber wieder, in Montpellier zu forschen und dann in Lyon zu unterrichten. Die Eroberung Frankreichs durch das nationalsozialistische Deutschland gefährdete ihn als Jude und er ging 1941 ins neutrale Portugal, wo er Gastprofessuren an den Universitäten in Coimbra und Porto annahm, und von da 1943 nach Argentinien. Seine Mutter hatte er als Staatenloser nicht mehr retten können. Sie wurde von den Nazis in Auschwitz ermordet. Er lehrte an der Universität in Buenos Aires, wo unter anderem José Antonio Balseiro zu seinen Schülern zählte, und ab 1951 in Brasilien. 1962 kehrte er nach Argentinien zurück, um die Nachfolge von Balseiro an dem nach diesem benannten Institut anzutreten. Ab 1975 war er am  Centro Brasileiro de Pesquisas Físicas (CBPF) in Brasilien tätig. Er war maßgeblich am Aufbau der Ausbildung für Physiker in Südamerika beteiligt.
Im Jahr 1988 starb er bei einem Autounfall in Rio.

## Themen seiner Forschung
Beck befasste sich in den 1920er und 1930er Jahren mit Kernphysik und Betazerfall. Um 1930 schrieb er Beiträge über Quantenmechanik für das Handbuch der Radiologie und Beiträge für das Handbuch der Physik. In Südamerika befasste er sich weiter mit Anwendungen der Quantenmechanik, zum Beispiel in der Kernphysik, auf Streuprobleme und den Tunneleffekt, und mit Beugungstheorie. Er spielte beim Aufbau der universitären Ausbildung südamerikanischer Physiker eine wichtige Rolle und war auch involviert in die Bestrebungen des argentinischen Präsidenten Juan Perón, in den 1950er Jahren in Argentinien die kernphysikalische und kerntechnische Forschung auszubauen.
Er war ein Freund des Schriftstellers Ernesto Sabato.

## Auszeichnungen
- korrespondierendes Mitglied der Academia Brasileira de Ciências
- 1965: die Johann Joseph Ritter von Prechtl-Medaille
- 1972: Ehrenmitglied der Österreichischen Physikalischen Gesellschaft
- 1977: Ehrendoktor der TH Darmstadt.